# ناحیه هومر، شهرستان کالاهون، میشیگان
ناحیه هومر (به انگلیسی: Homer Township) یک منطقهٔ مسکونی در ایالات متحده آمریکا است که در شهرستان کالهاون، میشیگان واقع شده‌است.
 ناحیه هومر ۹۳٫۷ کیلومتر مربع مساحت و ۳٬۰۱۵ نفر جمعیت دارد و ۳۰۲ متر بالاتر از سطح دریا واقع شده‌است.